# Davron Askarov
Davron Uzgenbaevič Askarov (in russo Даврон Узгенбаевич Аскаров?; 6 gennaio 1988) è un ex calciatore kirghiso, di ruolo difensore.

## Palmarès

### Club

#### Competizioni nazionali
- Vysshaja Liga: 6

Dordoi Biškek: 2007, 2008, 2009, 2011, 2012, 2014
- Coppa del Kirghizistan: 4

Dordoi Biškek: 2008, 2010, 2012, 2014

#### Competizioni internazionali
- Coppa del Presidente dell'AFC: 1

Dordoi Biškek: 2007